# Oenothera pseudocernua
Oenothera pseudocernua är en dunörtsväxtart som beskrevs av Hudziok. Oenothera pseudocernua ingår i släktet nattljussläktet, och familjen dunörtsväxter. Inga underarter finns listade i Catalogue of Life.